# Hell on High Heels
Hell on High Heels è un singolo della band statunitense Mötley Crüe dell'album New Tattoo del 2000.

## Formazione
- Vince Neil - voce
- Mick Mars - chitarra
- Nikki Sixx - basso
- Randy Castillo - batteria